# 科普特禮天主教艾斯尤特教區
科普特禮天主教艾斯尤特教區（拉丁語：Eparchia Lycopolitana）是埃及一個東儀天主教（科普特禮）教區，屬亞歷山大宗主教區。
成立於1947年8月10日。2009年有50,000名教友、三十九個堂區、五十八名司鐸。現任教區主教為基利洛斯·威廉·薩曼。